# یواس‌اس چروکی (۱۸۵۹)
یواس‌اس چروکی (۱۸۵۹) (به انگلیسی: USS Cherokee (1859)) یک کشتی بود که طول آن ۱۹۴٫۵ فوت (۵۹٫۳ متر) بود. این کشتی در سال ۱۸۵۹ ساخته شد.